# Малькевич, Владислав Сергеевич
Владислав Сергеевич Малькевич (бел. Уладзіслаў Сяргеевіч Малькевіч; род. 4 декабря 1999, Молодечно, Минская область) — белорусский футболист, защитник клуба «Урал» и национальной сборной Беларуси.

## Клубная карьера

### БАТЭ

#### Начало карьеры
Начал заниматься футболом в молодечненской ДЮСШ-4. Первым тренером футболиста был Виталий Петрович Козяк. Позже в юношеском возрасте футболист перебрался в структуру борисовского БАТЭ. В 2015 году вместе с юношеской командой выступал в юношеской лиге УЕФА. В начале 2016 года футболист стал выступать за дублирующий состав борисовского клуба. Дебютировал за основную команду борисовского клуба 14 сентября 2016 года в матче Кубка Беларуси против могилёвского «Торпедо», выйдя на замену на 76 минуте. Свой дебютный матч в рамках Высшей лиги сыграл 28 октября 2016 года против «Крумкачей», выйдя на замену на 85 минуте. По итогу сезона стал победителем Высшей лиги.
Новый сезон футболист начал 11 марта 2017 года с победы за Суперкубок Беларуси, где борисовский клуб победил жодинское «Торпедо-БелАЗ», однако сам игрок остался на скамейке запасных. Затем весь сезон футболист провёл за дублирующий состав. В начале 2018 года футболист начал тренироваться с основной командой клуба. В начале сезона 10 марта 2018 года футболист вместе с клубом потерпел поражение за Суперкубок Беларуси от брестского «Динамо». В самом начале Высшей лиги футболист оставался на скамейке запасных. Первый матч в сезоне сыграл 7 мая 2018 года в против могилёвского «Днепра». Затем футболист остаток сезона провёл в дублирующем составе, как позже и весь следующий год.

#### Аренда в «Славию-Мозырь»
В начале марте 2020 года футболист продлил контракт с борисовским БАТЭ. Вскоре футболист на правах арендного соглашения присоединился к мозырской «Славии» до конца сезона. Дебютировал за клуб 4 апреля 2020 года в матче против брестского «Динамо», выйдя на замену на 88 минуте. Вскоре футболист смог закрепиться в основной команде мозырского клуба. Дебютным голом за клуб отличился 24 июля 2020 года в матче против брестского «Руха». По окончании срока арендного соглашения футболист покинул клуб.

#### Сезон 2021
В начале 2021 года футболист стал готовиться к сезону с основной командой борисовского клуба. Новый сезон начал с поражения 2 марта 2021 года за Суперкубок Беларуси, где борисовский клуб уступил солигорскому «Шахтёру» в серии пенальти. Первый матч в сезоне сыграл 7 марта 2021 года в рамках четвертьфинала Кубка Беларуси против «Витебска». Первый матч в чемпионате сыграл 14 марта 2021 года против «Слуцка», выйдя на замену на 86 минуте. В рамках полуфинальных матчей против жодинского «Торпедо-БелАЗ» принял участие в ответной встрече и помог борисовскому клубу выйти в финал. Стал обладателем Кубка Беларуси, где БАТЭ победило в финале 23 мая 2021 года «Ислочь», однако сам футболист в финальном матче не участвовал.

#### Аренда в «Славию-Мозырь»
В июле 2021 года футболист на правах арендного соглашения вновь отправился в мозырскую «Славию» до конца сезона. Первый матч за клуб футболист сыграл 18 июля 2021 года против «Ислочи», выйдя на поел в стартовом составе. Первым результативным действием за клуб отличился 12 сентября 2021 года в матче против брестского «Руха», отдав голевую передачу. Первый гол забил 24 октября 2021 года в матче против «Минска». Вместе с клубом футболист закончил сезон в зоне стыковых матчей, где в обеих встречах помог выиграть «Крумкачи». На протяжении всего сезона футболист был одним из ключевых игроком мозырского клуба. По окончании срока действия арендного соглашения покинул клуб.

#### Сезон 2022
В начале 2022 года футболист снова стал тренироваться с основной командой борисовского клуба. Новый сезон за клуб начал с победы 5 марта 2022 года за Суперкубок Беларуси, победив солигорский «Шахтёр». Затем помог клубу выйти в полуфинал Кубка Беларуси, победил в рамках четвертьфинала жодинское «Торпедо-БелАЗ», где футболист принял участие в обоих матчах. Первый матч в чемпионате сыграл 20 марта 2022 года против мозырской «Славии». В следующем матче 2 апреля 2022 года против бобруйской «Белшины» футболист отрыл счёт в матче, рикошетом от игрока бобруйского клуба. Дебютным голом за клуб футболист отличился 10 апреля 2022 в матче против могилёвского «Днепра». В полуфинальных матчах Кубка Беларуси вместе с клубом выиграл у гродненского «Немана» и вышел в финал турнира. В финале за Кубок Беларуси проиграл «Гомелю». В матче 28 мая 2022 года против брестского «Динамо» футболист отличился хет-триком из результативных передач. В июле 2021 года футболист вместе с клубом отправился на квалификационные матчи Лиги конференций УЕФА. Первый матч в рамках еврокубкового турнира сыграл 21 июля 2022 года против турецкого «Коньяспор». На протяжении сезона футболист оставался одним из ключевых игроков борисовского клуба, за который отличился 4 забитыми голами и 8 результативными передачами во всех турнирах. По итогу сезона стал бронзовым призёром Высшей лиги.

#### Сезон 2023
В декабре 2022 года футболист приступил к подготовке новому сезону с борисовским клубом. Первый матч за клуб сыграл 4 марта 2023 года в рамках Кубка Беларуси против бобруйской «Белшины». Первый матч в чемпионате сыграл 18 марта 2023 года против «Гомеля». Первый гол в сезоне забил 23 апреля 2023 года в матче против брестского «Динамо». По итогу полуфинальных матчей Кубка Беларуси обыграл гродненский «Неман» и вышел в финал. Стал серебряным призёром Кубка Беларуси, где в финале 28 мая 2023 года уступил жодинскому «Торпедо-БелАЗ». В июне 2023 года ходила информация об интересе к футболисту со стороны российского «Рубина». В июле 2023 года футболист вместе с клубом отправился на квалификационные матчи Лиги чемпионов УЕФА. Первый матч в рамках еврокубкового турнира сыграл 11 июля 2023 года против албанского клуба «Партизани». В ответном матче против «Партизани» 18 июля 2023 года футболист отличился забитым голом и помог выйти клубу во второй квалификационный раунд. Во втором квалификационном раунде футболист с клубом по сумме матчей уступил кипрскому «Арису» и отправился выступать в квалификации Лиги Европы УЕФА. В рамках квалификаций Лиги Европы УЕФА вместе с клубом уступил молдавскому «Шерифу» и выбыл в квалификационный раунд плей-офф Лиги конференций УЕФА. В квалификационном раунде плей-офф Лиги конференций УЕФА футболист вместе с клубом уступил по сумме матчей косоварскому «Балкани» и закончил еврокубковую компанию.

### «Урал»
В сентябре 2023 года появилась информация о том, что Малькевич продолжит карьеру в российском «Урале». Вскоре президент клуба подтвердил информацию об интересе к футболисту, сообщив, что ведутся переговоры. Официально 8 сентября 2023 года «Урал» объявил о переходе футболиста. Дебютировал за клуб 20 сентября 2023 года в матче Кубка России против московского «Локомотива», выйдя на поле в стартовом составе. Дебютный  матч в рамках российской Премьер-лиги сыграл 24 сентября 2023 года против «Краснодара», выйдя на замену в начале второго тайма.

## Карьера в сборной
В конце сентября 2015 года футболист вместе с юношеской сборной Беларуси до 17 лет отправился на квалификационные матчи юношеского чемпионата Европы до 17 лет. Дебютировал за сборную 30 сентября 2015 года в матче против сборной Черногории. В следующем матче 2 октября 2015 года против сборной Кипра футболист забил свой дебютный гол.
В июле 2016 года футболист отправился в распоряжение юношеской сборной Беларуси до 19 лет. Дебютировал за сборную 8 июля 2016 года в товарищеском матче против сборной Армении. В ноябре 2016 года футболист вместе со сборной принимал участие в квалификационных матчах юношеского чемпионата Европы до 19 лет, по итогу которых вышел в элитный этап. В январе 2017 года футболист выступал в составе юношеской сборной Беларуси до 18 лет.
В ноябре 2019 года футболист получил вызов в молодёжную сборную Беларуси. Дебютировал за сборную 14 ноября 2019 года в товарищеском матче против сборной Словакии. Затем футболист сыграл за сборную в паре матчей в рамках квалификации на молодёжный чемпионат Европы.
В мае 2022 года был вызван в национальную сборную Беларуси. Дебютировал за сборную 3 июня 2022 года в матче Лиги наций УЕФА против Словакии. Свой дебютный гол забил 10 июня 2022 года в матче против Казахстана.

## Клубная статистика
| Сезон    | Дивизион | Клуб   | Страна   | Матчи | Голы |
| -------- | -------- | ------ | -------- | ----- | ---- |
| 2016     | дубль    | БАТЭ   | Беларусь | 1     | 0    |
| 2017     | дубль    | БАТЭ   | Беларусь | 20    | 2    |
| 2018     | Д1       | БАТЭ   | Беларусь | 2     | 0    |
| 2019     | дубль    | БАТЭ   | Беларусь | 13    | 2    |
| 2020     | Д1       | Славия | Беларусь | 17    | 2    |
| 2021 (1) | Д1       | БАТЭ   | Беларусь | 4     | 0    |
| 2021 (2) | Д1       | Славия | Беларусь | 12    | 2    |
| 2022     | Д1       | БАТЭ   | Беларусь | 27    | 4    |
| 2023     | Д1       | БАТЭ   | Беларусь | 15    | 1    |